# Stamnodes strigularia
Stamnodes strigularia là một loài bướm đêm trong họ Geometridae.